# ロベルト・ディナミッチ
ロベルト・ディナミッチ (ポルトガル語: Roberto Dinamite) こと、カルロス・ホベルト・ジ・オリヴェイラ（ポルトガル語: Carlos Roberto de Oliveira、1954年4月13日 - 2023年1月8日）は、ブラジルの元サッカー選手、政治家。元ブラジル代表。
CRヴァスコ・ダ・ガマに長く在籍し、選手として20年以上を知っている他、同クラブで2度得点王に輝き、引退後の2008年から2014年にかけては同クラブの代表者も務めたクラブのレジェンドである。彼の活躍はCRヴァスコ・ダ・ガマに止まらず、カンピオナート・ブラジレイロ・セリエA全体でも有数の物であった。ブラジル代表としては1978 FIFAワールドカップ、1982 FIFAワールドカップ、ミュンヘンオリンピックに出場した。

## 経歴
CRヴァスコ・ダ・ガマのユース出身。合計1022試合（うち公式試合が768試合、親善試合が254試合）に出場し、864得点を獲得した。そのうちCRヴァスコ・ダ・ガマで698得点を挙げており、クラブ史上第一位の得点王となっている。
彼がプロデビューを果たした1971年11月25日、エスタジオ・ド・マラカナンで行われたSCインテルナシオナル戦での得点を見たジャーナル・ドス・スポルトゥスのジャーナリスト、アパリシオ・ピレスは彼にディナミッチの愛称をつけた。この新聞では彼について「マラカナンでダイナマイト級の少年が爆発」と報じた。
1979年にはスペインのFCバルセロナに移籍するものの、1980年にCRヴァスコ・ダ・ガマに復帰した。
その後1989年から1990年にかけてサンパウロ州のアソシアソン・ポルトゥゲーザ・ジ・デスポルトスに移籍し、11得点を果たした。
1993年3月24日を以て当時39歳の彼はサッカー選手を引退した。この日に行われた最終試合ではスペインのデポルティーボ・ラ・コルーニャとエスタディオ・サン・ジャヌアリオで対戦し、2-0で勝利した。この試合ではジーコも彼とともにピッチに立っていた。彼は、ジーコをも押さえ、ブラジル全国選手権の通算得点記録の保持者である。

## 代表歴
ブラジル代表としては1975年9月から1984年6月までに全て合わせて47試合に出場し25得点の成績を残した。代表同士の試合では38試合に出場し（うち20試合が公式戦）20得点、9試合のチーム連合やクラブとの対戦をし5得点をしている。代表初出場となったのは1975年9月30日に行われたペルー代表戦であり、3-1でブラジルはこの試合に勝利している。代表初得点は1976年5月23日に行われたイングランド代表戦で1-0でこの試合も勝利している。代表での最終試合となったのは1984年6月17日に行われたアルゼンチン代表戦で0-0の引き分けに終わった。
1978 FIFAワールドカップでは控えの選手であったが、3得点の成績を残した。1982 FIFAワールドカップでもセルジーニョ・シュラッパの控えであったが、テレ・サンタナによってカレッカが負傷した代わりとして招集された。
オリンピック代表としても出場経験があり、ミュンヘンオリンピックで5試合に出場している。1972年8月11日に行われたオリンピック代表としての最終試合、トゥナ・ルーゾ・ブラジレイラ戦で得点し、1-1の引分に持ちこんでいる。

## タイトル

### クラブ
- カンピオナート・ブラジレイロ・セリエA : 1974
- カンピオナート・カリオカ : 1977, 1982, 1987, 1988, 1992

### 個人
- カンピオナート・ブラジレイロ・セリエA得点王 : 1974, 1984
- ボーラ・ジ・プラタ : 1979, 1981, 1984
- コパ・アメリカ得点王 : 1983
- マイオル・アイドロ・ド・リオ : 1985
- クラック・ド・ブラジル : 1985

## 政治家
サッカー選手を引退して以降は政治家となった。1992年にブラジル社会民主党に入党し、リオデジャネイロ州議会の選挙に出馬、34,893票で当選した。その後、2回再当選している。
ブラジル民主運動党の一員として1994年の選挙では68,516票、1998年には44,993票を獲得した。2002年には53,172票を獲得、2006年には49,097票を獲得している。
2003年から2006年にかけてはヴァスコ・ダ・ガマ市長候補であった。2008年6月21日には市長に就任した。
2023年1月8日、リオデジャネイロユニテッド病院にて腸癌の為死去。68歳没。